# Johan Schröder
Johann Hinrich (Johan) Schröder (Tungeln, Wardenburg, 17 juli 1866 - Bloemendaal, 10 april 1935) was een in Duitsland geboren Nederlandse beeldhouwer.

## Leven en werk
Schröder werd geboren in Duitsland als zoon van stukadoor Johann Heinrich Schröder en Maria Catharina Hibbeler. Zijn ouders trokken niet lang na zijn geboorte naar Nederland. Het gezin woonde eerst in Harlingen en vanaf 1868 in Leeuwarden. Schröder werd net als zijn vader stukadoor en volgde daarnaast vanaf 1881 lessen in de stad Groningen aan de Academie Minerva als leerling van Johan Peddemors. Hij vervolgde zijn opleiding bij Ludwig Jünger aan de Kunstnijverheidsschool Quellinus in Amsterdam. In 1887 behaalde hij de m.o. boetseren en in 1888 rondde hij de opleiding af. Hij woonde na zijn studie enige tijd in Brussel en vanaf 1890 in Leeuwarden. In 1893 trouwde hij met kleermakersdochter Alida Cornelia Kleingeld. Het paar vestigde zich in 1898 in Amsterdam.
Schröder maakte vooral bouwbeeldhouwwerk. Ook schiep hij vrije sculpturen, zoals het beeld van Eeltje Halbertsma, dat hij maakte voor het Selskip foar Fryske Taal en Skriftekennisse en in 1904 werd geplaatst in Grouw. Hij was penningmeester van de in 1911 opgerichte Patroonsbond van Nederlandsche Beeldhouwers.

## Enkele werken
- 1904 standbeeld Eeltje Halbertsma in Grouw
- 1906 mausoleum van Cooper in Akkrum
- 1911-1912 Nederlandse Maagd op het gebouw van de Nationale Levensverzekeringsbank in Amsterdam
- 1917-1918 beelden van Handel, Scheepvaart, Cultuur en Industrie voor balustrade boven op de kroonlijst van Pierson & Co aan de Herengracht, Amsterdam

## Galerij

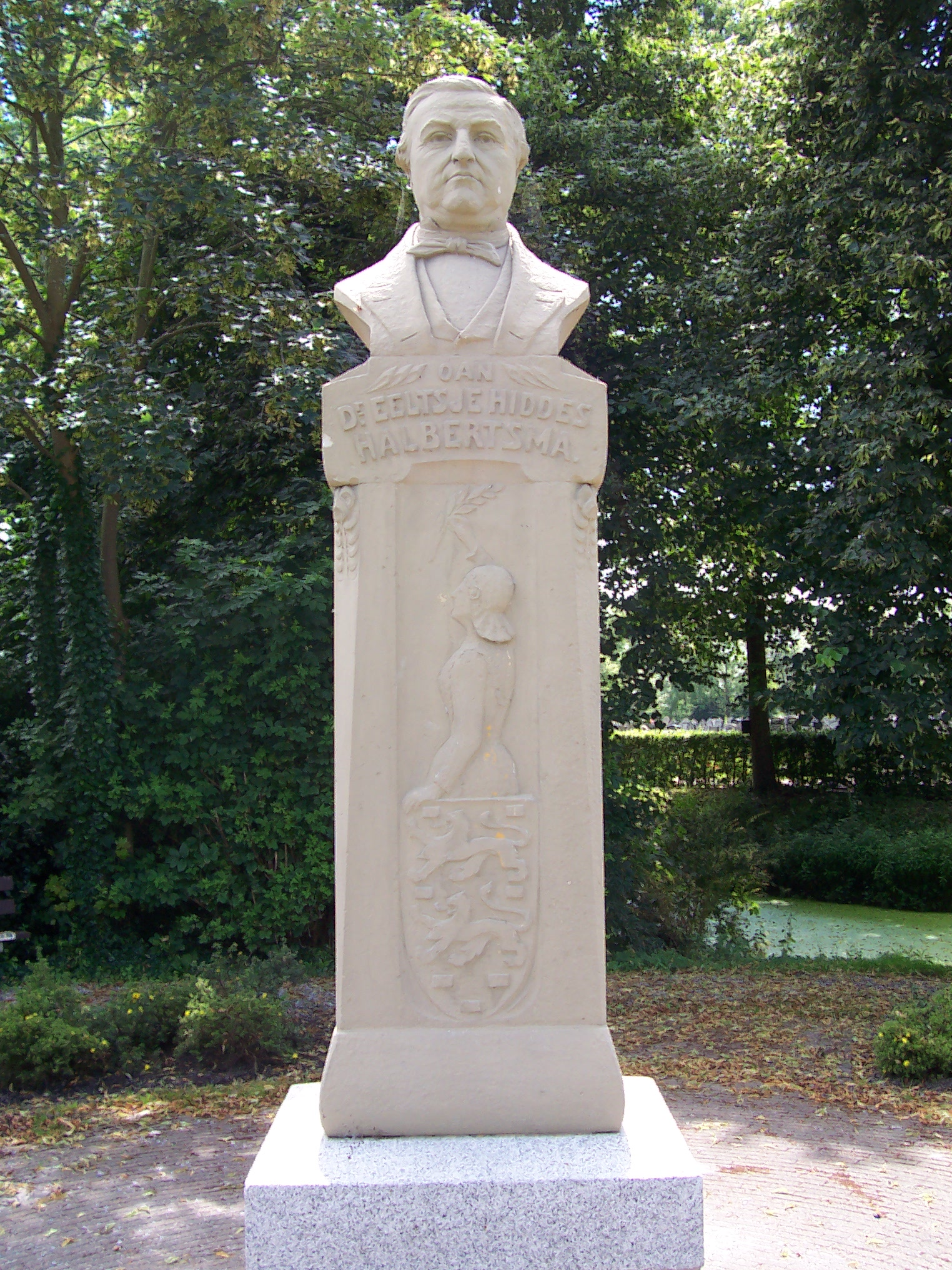
Eeltje Halbertsma (1904)
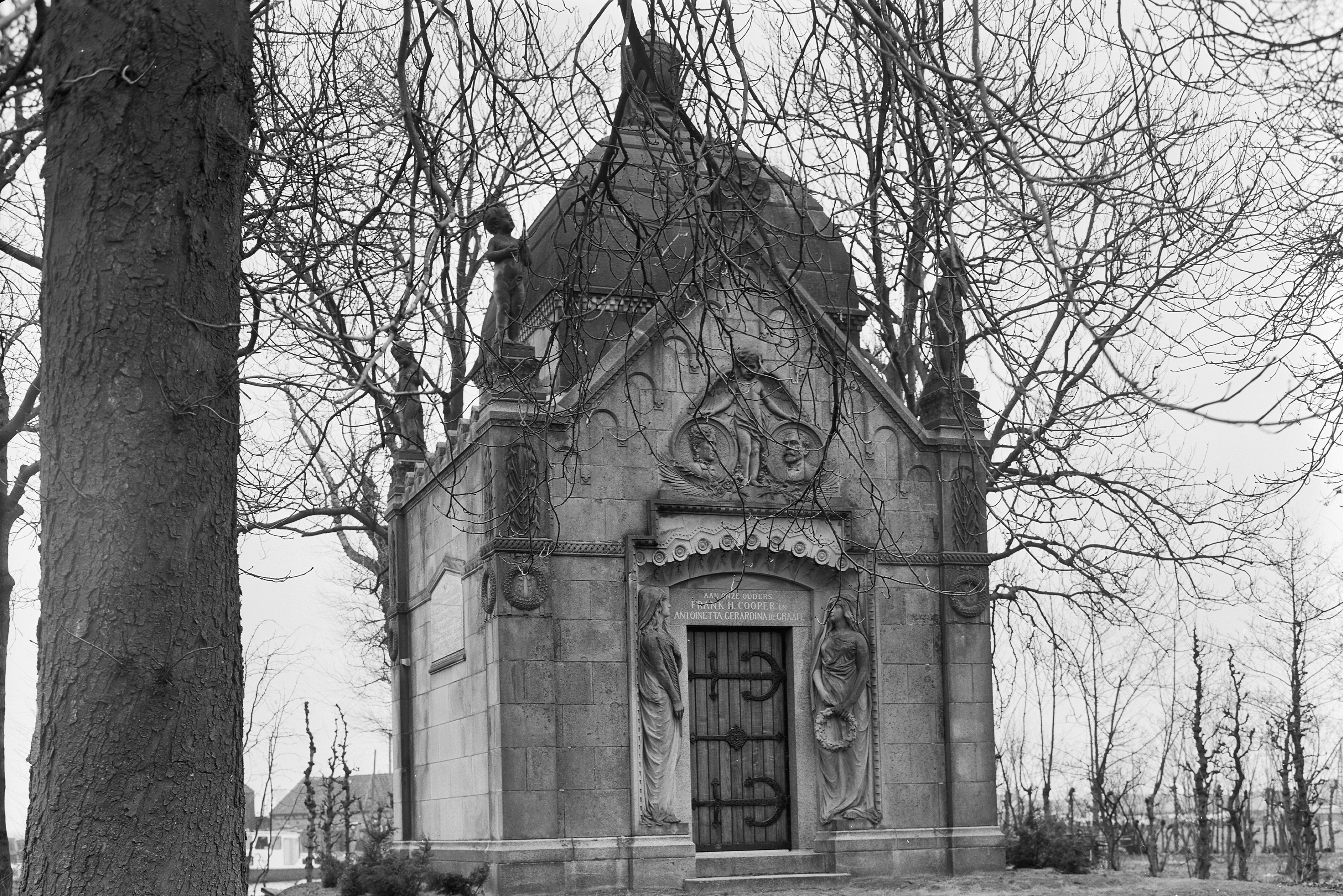
Mausoleum van Cooper (1906)
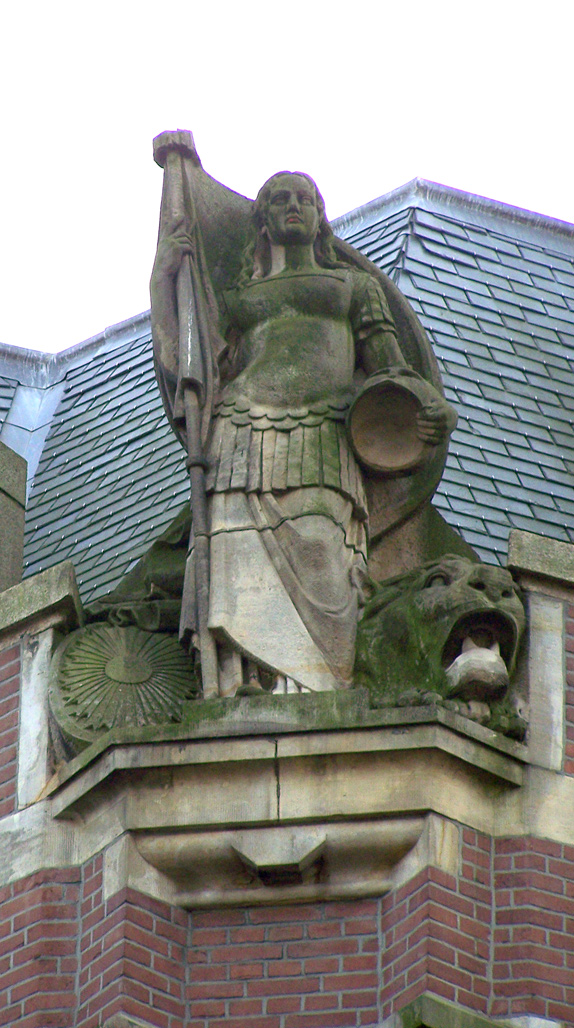
Nederlandse Maagd (1911-1912)

- Biografisch Portaal: 21100375
- RKD-Nederlands Instituut voor Kunstgeschiedenis: 346566